# Mission Böhmisch
Mission Böhmisch war ein deutsches Blasorchester, welches hauptsächlich böhmisch-mährische Blasmusik spielte und von 2013 bis 2021 aktiv war.

## Geschichte
Das Orchester wurde 2013 von Daniel Käsbauer gegründet und umfasste 20 professionelle und semiprofessionelle Musiker, die größtenteils aus der Oberpfalz (Bayern) stammten. Im Repertoire der Formation befanden sich eigene Kompositionen ebenso wie Egerländer-Klassiker, moderne Arrangements und verschiedene Soli.
Im Jahr 2018 erschien bei Melicus Musikverlag das erste Album Schöne Zeiten. 2020 schloss sich der Nachfolger Viel Harmonie an, den der Radiosender BR Heimat Anfang September im Rahmen der einstündigen Sender „Treffpunkt Blasmusik“ vorstellte.
Neben der jährlichen Veranstaltung eigener Konzerte trat die Formation auf verschiedenen Blasmusik-Festivals wie etwa dem Woodstock der Blasmusik  oder der Brass Wiesn auf.
Im Herbst 2020 nahm die Formation zusammen mit Georg Ried den Konzertmarsch Polarstern für dessen Sendung „Mit Blasmusik durch Bayern“ für das BR Fernsehen auf.
Am 21. November 2021 gab Mission Böhmisch bekannt, das Projekt nach 7 Jahren vorerst ruhen zu lassen.

## Auszeichnungen
Mission Böhmisch wurde 2017 Europameister der böhmisch-mährischen Blasmusik. Die Gruppe war in der Höchststufe, die die höchsten Anforderungen stellt, angetreten und erzielte mit 95,83 Punkten ein Rekordergebnis. Im Nachgang wurde eine Abordnung der Formation eingeladen, sich in das Goldene Buch der Stadt Neunburg einzutragen.

## Diskografie
- 2018: Schöne Zeiten (Melicus Musikverlag)
- 2020: Viel Harmonie (Melicus Musikverlag)